# بریان هامپر
بریان هامپر (انگلیسی: Brian Pumper؛ زاده ۲۵ آوریل ۱۹۸۱) یک بازیگر پورنوگرافی اهل ایالات متحده آمریکا است.